# Kazuhiko Ikematsu
Kazuhiko Ikematsu (jap. 池松和彦 Ikematsu Kazuhiko; ur. 26 grudnia 1979) – japoński zapaśnik w stylu wolnym. Dwukrotny olimpijczyk. Piąty w Atenach 2004, trzynasty w Pekinie 2008. Startował w kategorii 66 kg.
Czterokrotny uczestnik mistrzostw świata, brąz w 2003. Dwunasty na igrzyskach azjatyckich w 2002. Zdobył cztery medale mistrzostw Azji, złoty w 2004 roku.